# Каменно-Костоватое
Каменно-Костоватое (укр. Кам'яно-Костувате) — село в Братском районе Николаевской области Украины.
Основано в 1796 году. Население по переписи 2001 года составляло 424 человек. Почтовый индекс — 55442. Телефонный код — 5131. Занимает площадь 1,017 км².

## Местный совет
55442, Николаевская обл., Братский р-н, с. Каменно-Костоватое, ул. Октябрьская, 20, тел. 9-44-16.

## Известные люди
- Садовская-Барилотти, Мария Карповна (1855—1891) — русская и украинская оперная певица.
- Садовский, Николай Карпович (1856—1933) — российский и украинский актёр и режиссёр.
- Саксаганский, Панас Карпович (1859—1940) — актёр, режиссёр театра, народный артист СССР.